# Авдіївка у російсько-українській війні
Авдіївка, місто Донецької області із населенням у 35 тисяч мешканців, потрапило у зону бойових дій під час російсько-української війни. У 2014—2021 роках воно зазнавало обстрілів, зокрема під час загострення 2017 року. У 2024 році українські війська відступили з боями з міста.

## Перебіг подій
24 лютого 2022 року росіяни обстріляли швидку допомогу та міську лікарню. «Укрзалізниця» повідомила про евакуацію 228 людей з Авдіївки.
З 25 лютого Авдіївка залишилась без води і частково без електрики. Надалі росіяни завдавали постійних ударів по місту з застосуванням авіації та артилерії.
14 березня з Авдіївки евакуювали 99 осіб. 20 березня з Авдіївки і Великої Новосілки вивезли 78 осіб.
8 квітня 2022 року внаслідок обстрілів росіян одна людина загинула, ще одну поранено.

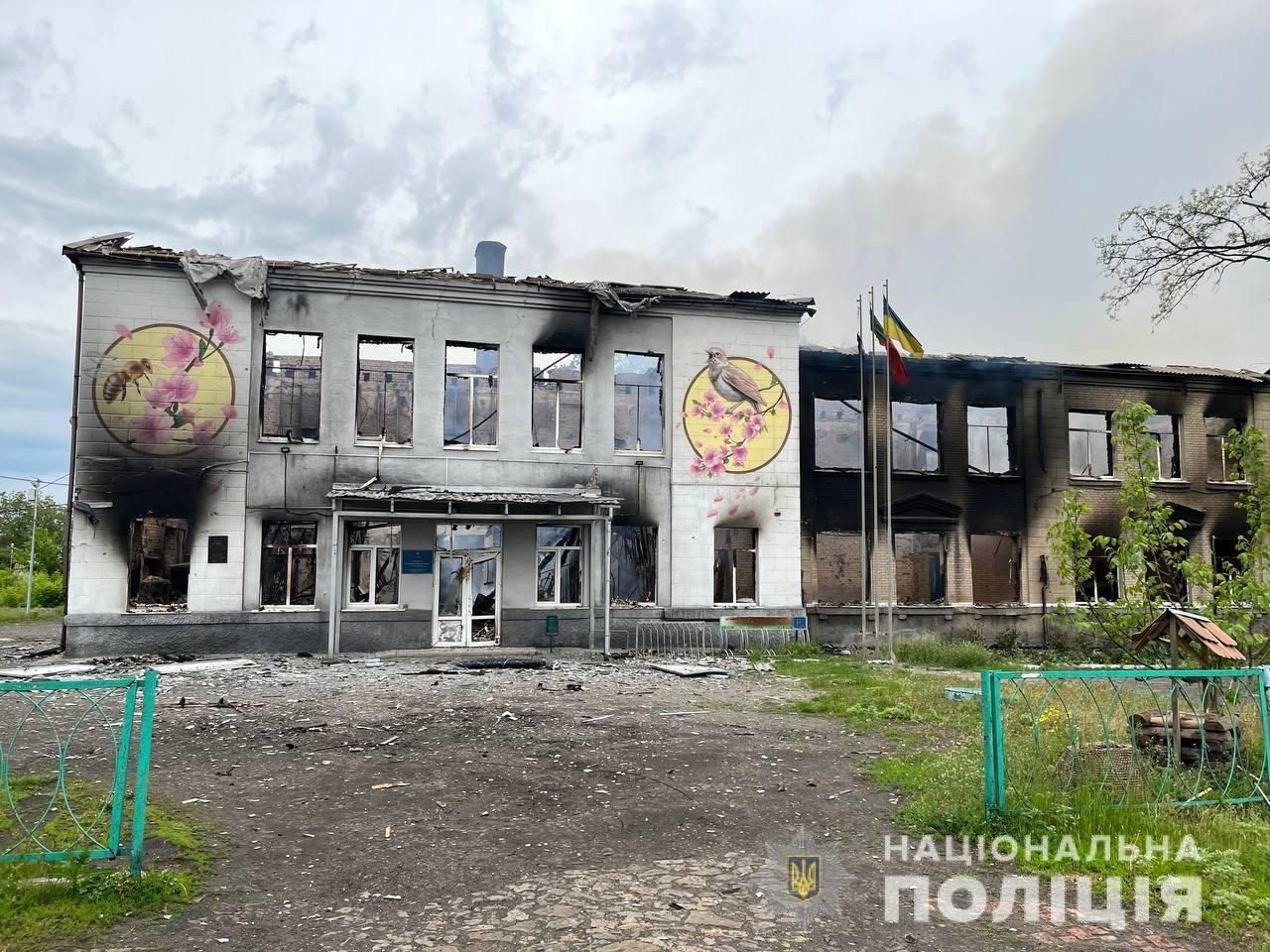
Авдіївська 1-ша школа після обстрілу білофосфорними боєприпасами. 18 травня 2022.

18 квітня 2022 року близько 2 тисяч жителів Авдіївки були змушені тікати в підпілля.
2 травня 2022 року внаслідок російського бомбардування загинуло троє мирних жителів.
3 травня 2022 року, згідно зі статтею нідерландського видання Nos.nl, щонайменше 10 людей загинули та ще 15 зазнали поранень під час нападу на коксохімічний завод. Нібито напад стався після того, як працівники закінчили роботу і чекали автобус.
13 травня 2022 року в Авдіївці один мирний житель загинув, 12 зазнали поранень.
18 травня 1-ша школа Авдіївки зруйнована російською атакою з використанням фосфорних боєприпасів.
23 травня всю ніч російська артилерія обстрілювала Авдіївку. Троє мирних жителів зазнали поранень, 20 будинків і дитячий садок серйозно пошкоджені.
30 травня під час вуличного бою в Авдіївці загинув один мирний житель.
12 червня вбито 2 цивільних.
21 червня зруйновано школу № 6, яка стала третьою зруйнованою школою в Авдіївці.
24 червня російські війська обстріляли Авдіївку.
5 липня в Авдіївці загинуло 2 мирних жителі.
7 липня 2022 року один цивільний загинув і двоє зазнали поранень.
6 серпня 2022 року загинув один цивільний.

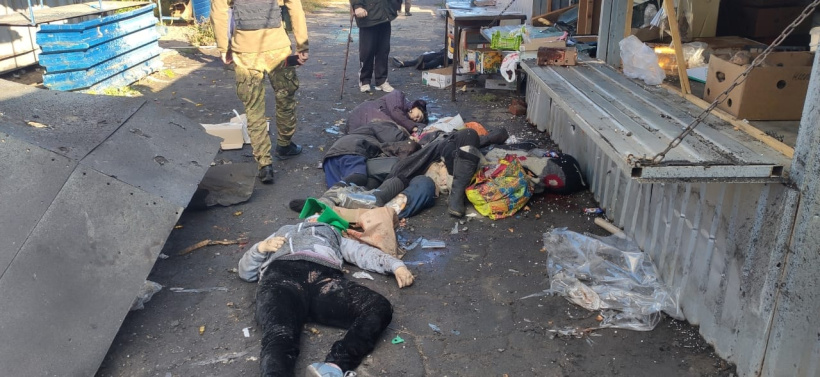
Жертви обстрілу 12 жовтня 2022 року.

12 жовтня 2022 року при обстрілі продовольчого ринку загинули 7 і зазнали поранень 9 людей.
26 березня 2023 року голова Авдіївської міської військової адміністрації оголосив про рішення евакуювати з міста тих комунальних працівників, котрі досі підтримували господарство, а також про те, що невдовзі відключать мобільний зв'язок.
Станом на кінець березня — початок квітня 2023 року в місті залишалось 7-8 дітей, яких переховували батьки від евакуації.

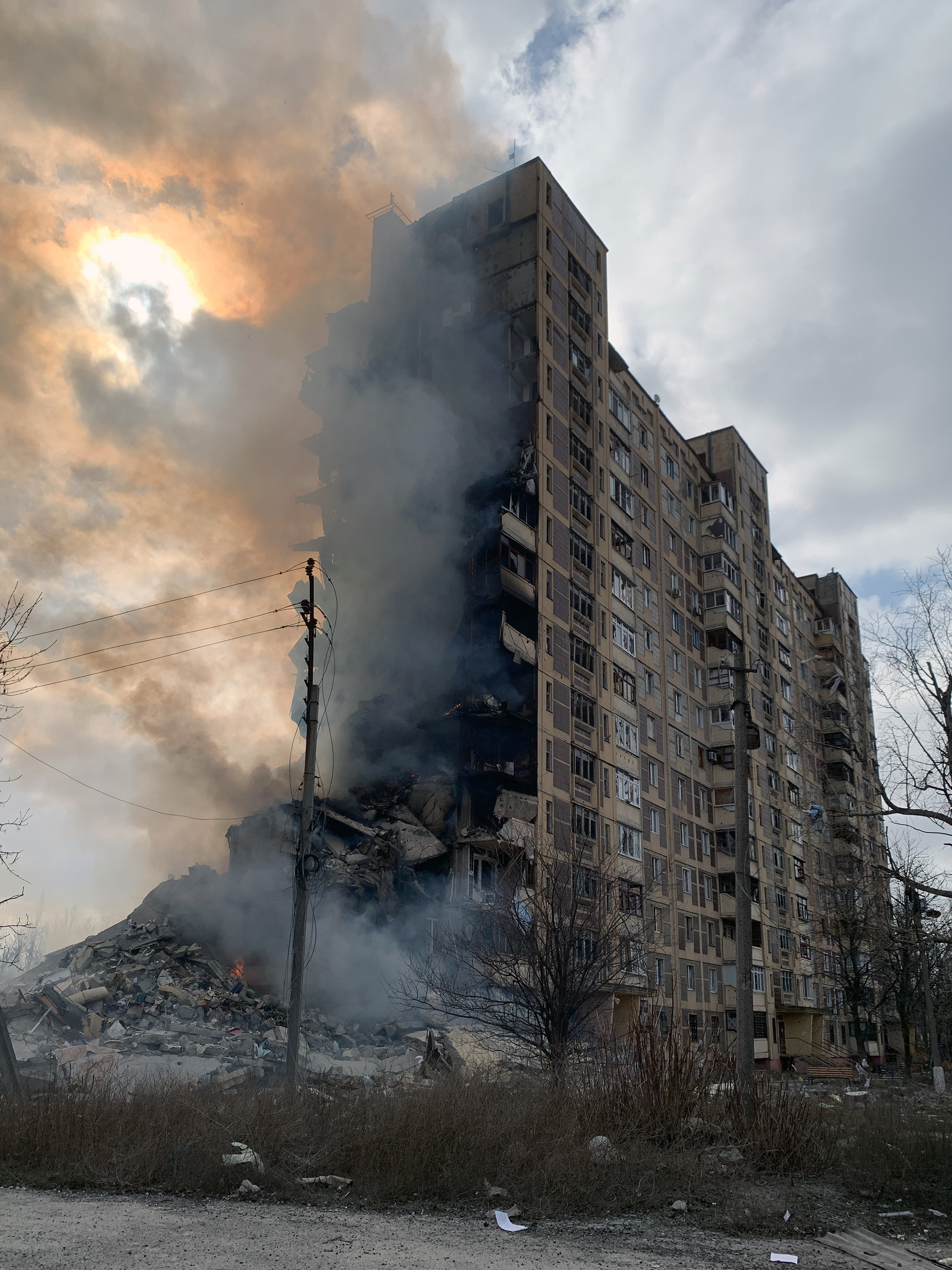
вул. Грушевського, 81, частково зруйнований російським обстрілом 17 березня 2023.

31 березня 2023 року росіяни обстріляли місто з артилерії, загинуло двоє цивільних — 5-місячний хлопчик та його бабуся, мати і батько хлопчика поранено.
Станом на 10 квітня 2023 року в місті залишалось близько 1800 людей.